# Methyl-3,4,6-tri-O-benzyl-α-D-glucopyranosid
Methyl-3,4,6-tri-O-benzyl-α-D-glucopyranosid ist eine chemische Verbindung, die sich von der Glucose ableitet. Es ist als Zwischenprodukt in der organischen Synthese von Bedeutung.

## Geschichte
Die erste Synthese von Methyl-3,4,6-tri-O-benzyl-α-D-glucopyranosid wurde 1972 von Ekborg et al. publiziert. Die Autoren benzylierten zuerst das Methyl-2-O-(phenylsulfonyl)-α-D-glucopyranosid durch eine Nukleophile Substitution mit Benzylbromid in Dimethylformamid und Silber(I)-oxid als Base. Weil durch das freiwerdende Bromwasserstoff aber auch die glykosidische Bindung gespalten wird, muss hiernach nochmals mit Methanol gerührt werden (Fischer-Helferich-Glykosylierung). Das Zwischenprodukt wird dann in 2-Position entschützt, indem das Tosylat mit Lithiumaluminiumhydrid gespalten wird. Überschüssiges Reagenz wird neutralisiert, indem erst etwas Ethylacetat hinzugegeben wird; danach Ethanol und zuletzt verdünnte Salzsäure.

## Gewinnung und Darstellung

### Nach Eby et al. 1979
3,4,6-Tri-O-acetyl-1,2-O-(1-methoxyethyliden)-α-D-glucopyranose. wird durch Reaktion mit Benzylchlorid und Kaliumhydroxid in Toluol in einem Schritt verseift und benzyliert. Der Orthoester wird im zweiten Schritt hydrolysiert und das tribenzylierte Zwischenprodukt wiederum nach Fischer-Helferich glykosyliert.

### Nach Sollogoub et al. 1999
Methyl-2,3,4,6-tetra-O-benzyl-α-D-glucopyranosid wird von einem Überschuss an Triisobutylaluminium regioselektiv in 2-Position debenzyliert. Die Reaktion muss wegen der Instabilität des metallorganischen Reagenzes gegenüber der Atmosphäre unter Schutzgas durchgeführt werden. Aufgrund der Befunde mit verschiedenen ähnlichen Sacchariden schlugen die Autoren einen Mechanismus vor, nach dem das Aluminiumatom zuerst an das Sauerstoffatom der Methoxygruppe koordiniert und von dieser Position aus noch eine weitere Brücke zum Sauerstoffatom der 2-Position ausbaut. Aus diesem intermediären Komplex wird aus einem sechsgliedrigen Übergangszustand heraus ein Molekül Isobuten eliminiert, wobei gleichzeitig die Benzylgruppe in Form von Toluol eliminiert wird. Der metallorganische Rest verbleibt am nun formal negativ geladenen Sauerstoffatom in der 2-Position. Die Hydrolyse dieses Alkoxids liefert den teilentschützten Zucker.

## Eigenschaften
Methyl-3,4,6-tri-O-benzyl-α-D-glucopyranosid kann gut umkristallisiert werden aus Gemischen von Diethylether und Pentan oder auch aus Hexan.